# Maishofen
Maishofen is een gemeente in de Oostenrijkse deelstaat Salzburger Land, en maakt deel uit van het district Zell am See.
Maishofen telt 3102 inwoners die voor het grootste deel leven van landbouw en toeristenhuisvesting. Het meest kenmerkende gebouw in het dorp is het Slot Saalhof, een middeleeuwse versterkte burcht, die ook in het gemeentewapen voorkomt.

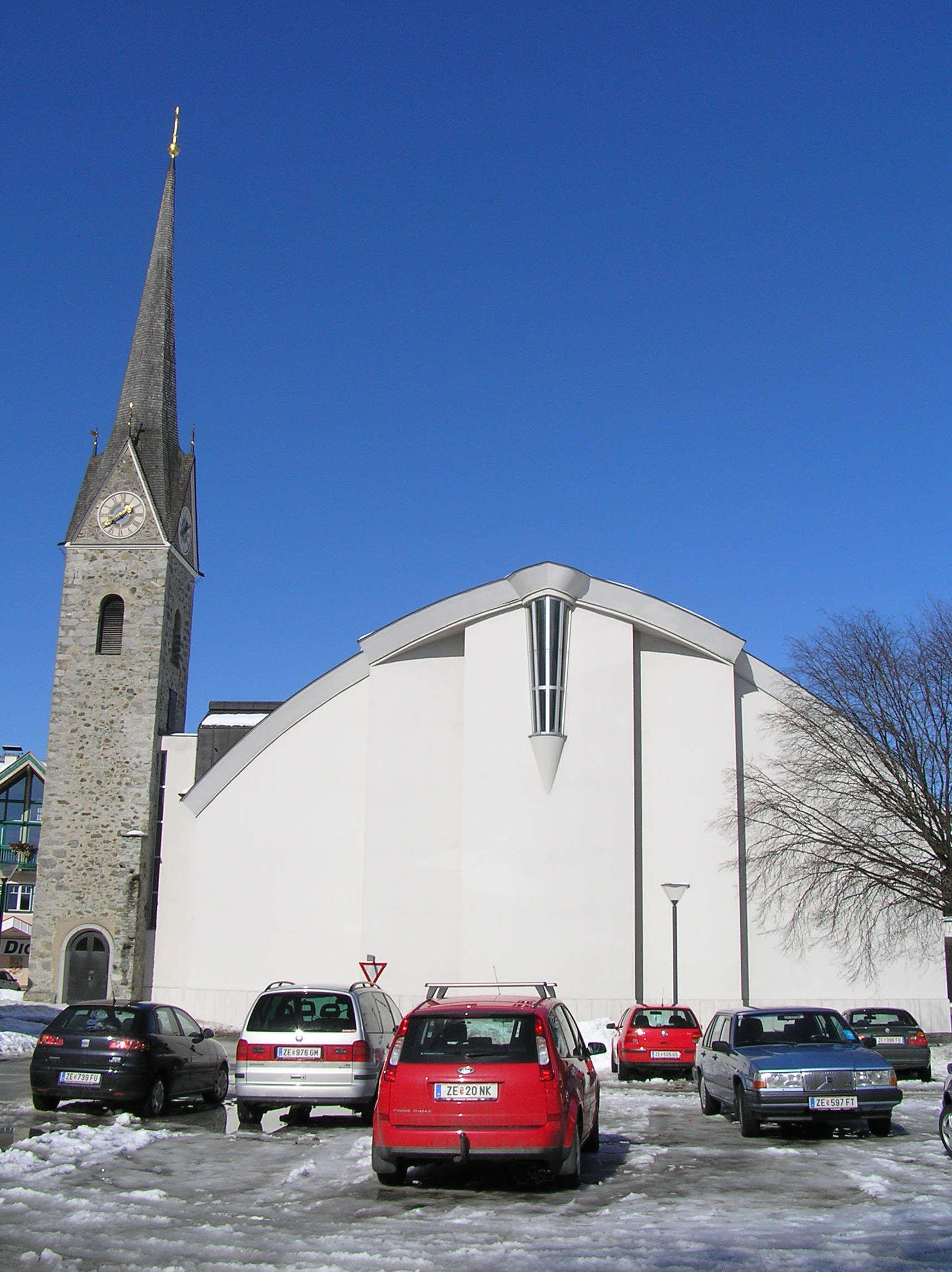
Kerk van Maishofen
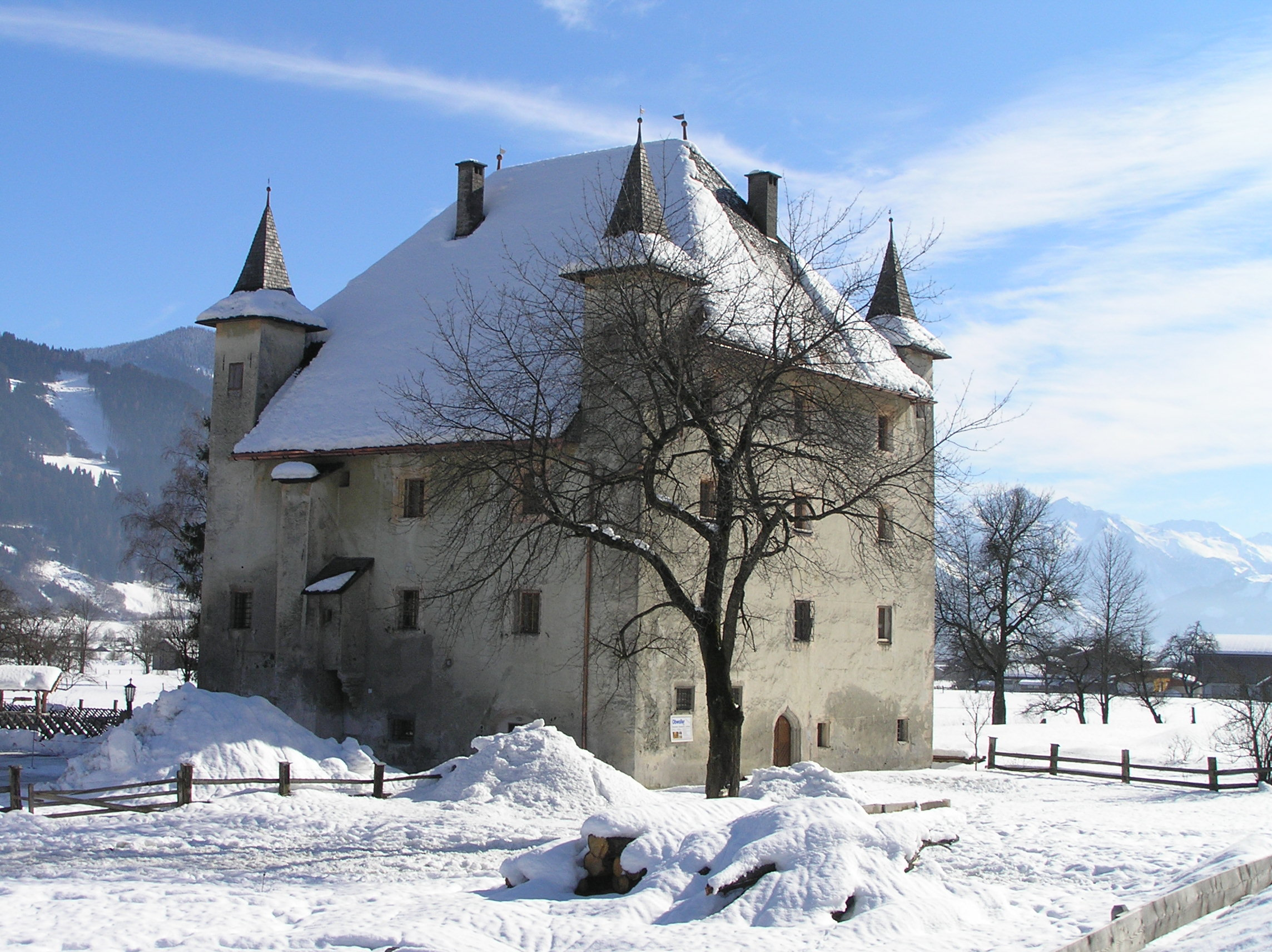
Slot Saalhof
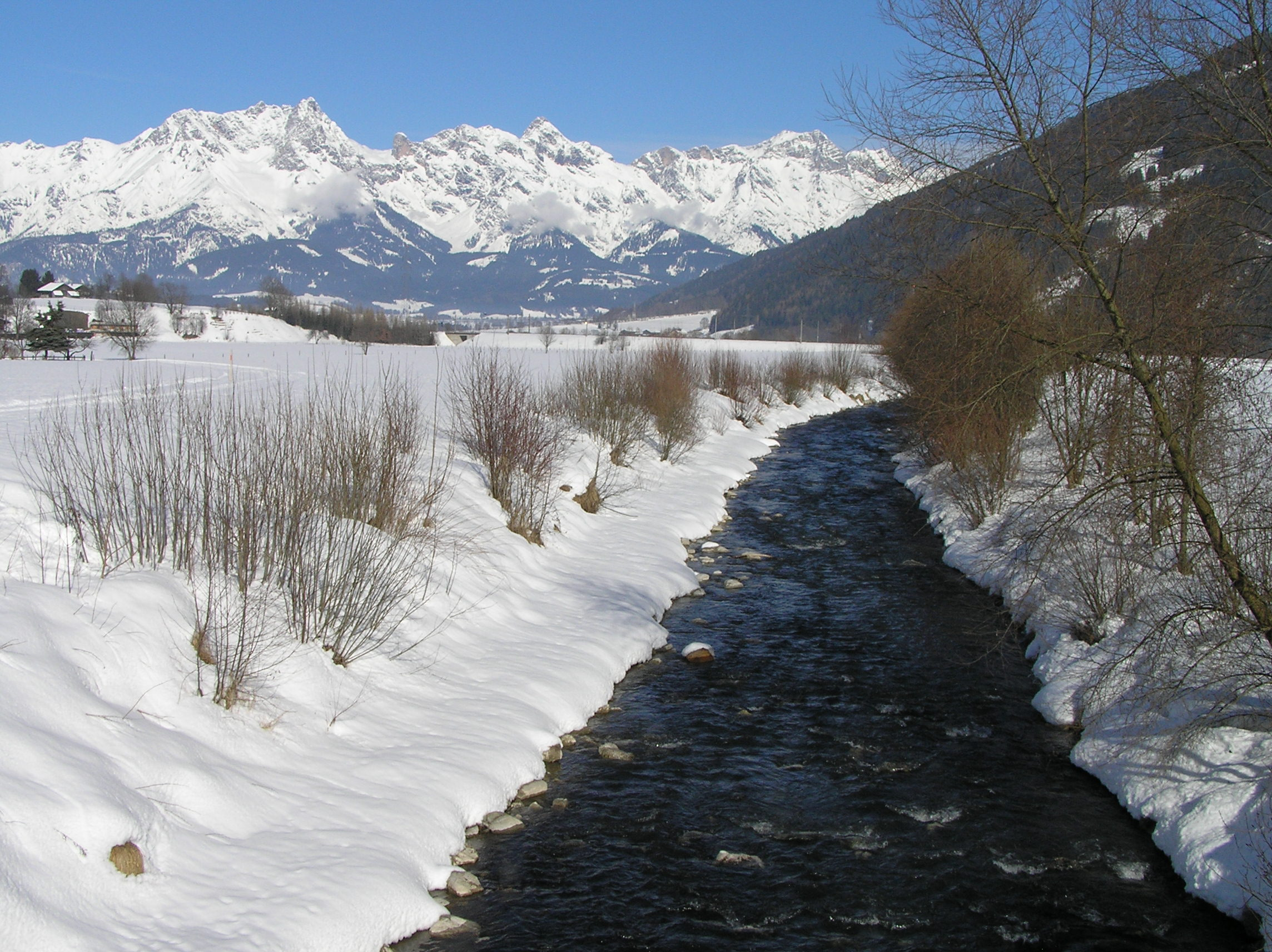
Rivier Saalach passeert Maishofen
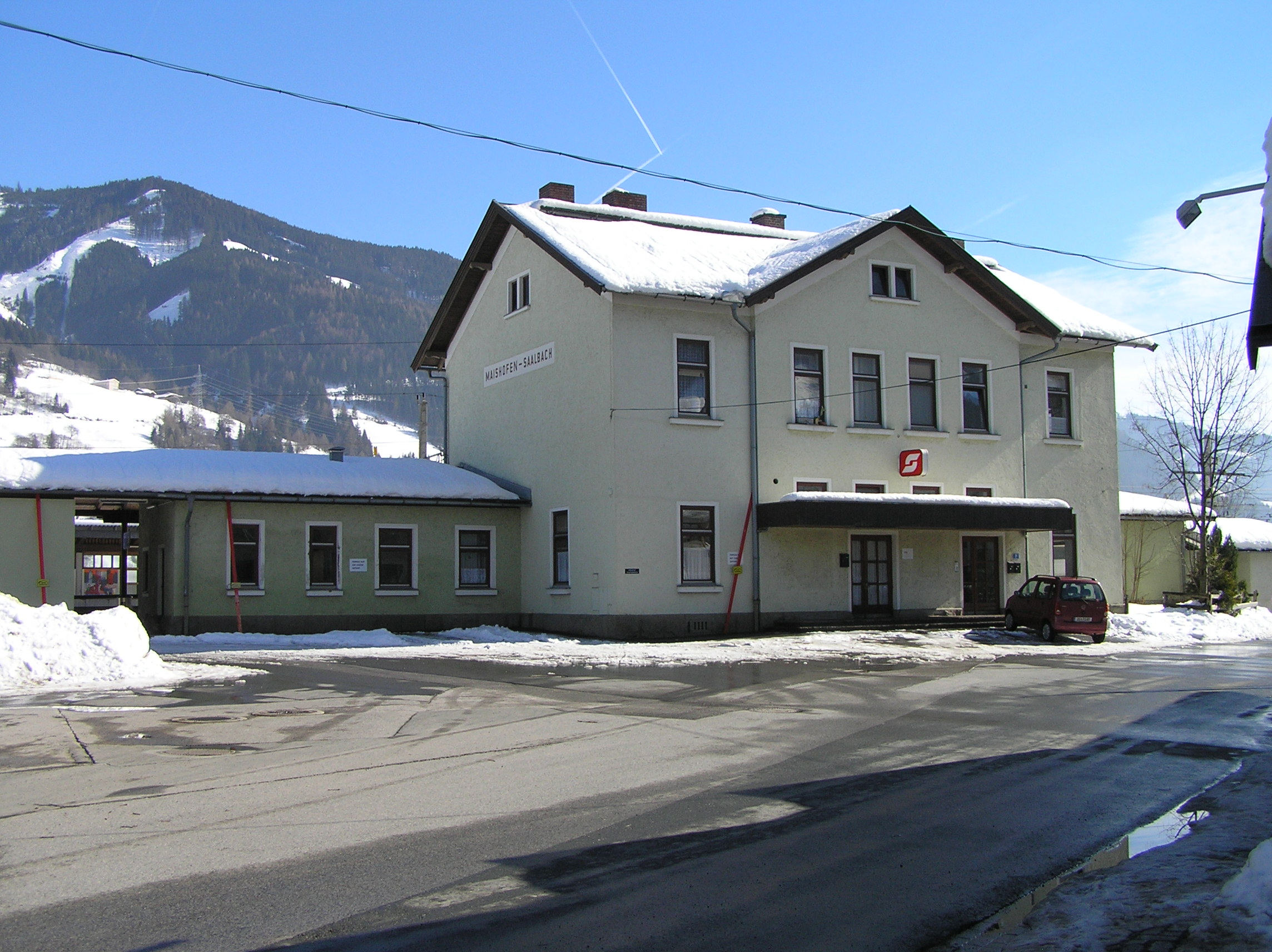
Station Maishofen-Saalbach

Bramberg am Wildkogel ·
Bruck an der Großglocknerstraße ·
Dienten ·
Fusch an der Großglocknerstraße ·
Hollersbach im Pinzgau ·
Kaprun ·
Krimml ·
Lend ·
Leogang ·
Lofer ·
Maishofen ·
Maria Alm ·
Mittersill ·
Neukirchen am Großvenediger ·
Niedernsill ·
Piesendorf ·
Rauris ·
Saalbach-Hinterglemm ·
Saalfelden ·
St. Martin bei Lofer ·
Stuhlfelden ·
Taxenbach ·
Unken ·
Uttendorf ·
Viehhofen ·
Wald im Pinzgau ·
Weißbach bei Lofer ·
Zell am See
- Gemeinsame Normdatei: 4613943-6
- Virtual International Authority File: 241869862
- WorldCat: E39PBJjmTQj7fBKwhVH4KtjV4q